# Lądowisko ZPUE Włoszczowa
Lądowisko ZPUE Włoszczowa – lądowisko śmigłowcowe we Włoszczowie, w województwie świętokrzyskim, położone przy ul. Jędrzejowskiej. Pole wzlotów o wymiarach 50 x 50 m.
Zarządzającym lądowiskiem jest osoba prywatna. Oddane do użytku zostało w roku 2013 i jest wpisane do ewidencji lądowisk Urzędu Lotnictwa Cywilnego pod numerem 201.